# Раевские
Раевские (Раецкие) — несколько дворянских родов Российской империи, из которых наиболее значим род польско-литовского происхождения — Карасански, одна из ветвей которого обосновалась в 1526 году в великом княжестве Московском.
При подаче документов (17 марта 1686 года) для внесения рода в Бархатную книгу, была предоставлена родословная роспись Раевских, сделан запрос (31 декабря 1688 года) Разрядным приказом в Посольский приказ о выезде Раевских из Польского королевства (1525/26) и в Посольском приказе сделали выписку о Раевских (Раецких) из «Орбиса Полуноса» и «Гнездо цноты», но в связи с прекращением деятельности Родословной комиссии она не была отослана. Вместе с этой выпиской в делах Посольского приказа имеется челобитная Ивана Ивановича Раевского (1689/90) о присылке в Разрядный приказ выписки о Раевских.

## Раевские герба «Лебедь»
Наиболее заметный след в русской истории оставил калужский род Раевских, который был внесён в VI, II и III части родословных книг Калужской, Таврической, С.-Петербургской, Пензенской, Тамбовской, Тульской и Воронежской губерний. Он считается ветвью известного шляхетского клана Дуниных.
Дунины считали своим предком Петра Дунина (сына Вильгельма Швено, датского дворянина, при дворе Эрика Тёмного, женатого на датской принцессе). Пётр Дунин приехал в Галицкую Русь служить перемышльскому князю Володарю в 1124 г., позже служил польскому королю Болеславу Кривоустому. Швено означает по-датски «лебедь». Все потомки Дуниных имеют родовой герб «Лебедь». Имя Дунин происходит от польского слова «дунский», что значит — датчанин.
В 1526 году в свите князя Ф. М. Мстиславского прибыл в Москву шляхтич Иван Раевский. Его сын Фёдор служил воеводой в Болхове (1555—58). B XVII веке Раевские состояли при дворе стольниками. Прасковья Ивановна Раевская (ум. 1641) — мать Анны Леонтьевой-Нарышкиной, бабушки Петра I. Именно по линии Раевских приходился троюродным братом царице Наталье Кирилловне петровский канцлер Гаврила Головкин.
Лаврентий Михайлович Раевский, сын калужского воеводы Михаила Федоровича Pаевского, с 1622 по 1626 год был воеводою на Выми, в Яренском городке. В 1626—1627 гг. был уже в Москве и упомянут под этим годом в «боярских книгах», как «дворянин Московский». В 1629—1630 гг. был опять воеводой в Яренском городке. В 1631 году находился снова в Москве и тогда был приставом у «Кизильбашского купчины»; 5 февраля 1632 года он участвовал при встрече Кизильбашского посла; 1 декабря 1642 года был приставом у датского графа Матиаса Шлякова. Л. М. Раевский упоминается также  и под 1650 годом в числе дворян, которые были назначены следовать за государыней царицей Марией Ильиничной в её обычном с государем походе на богомолье в Троицкий-Сергиев монастырь.
Тит Васильевич Раевский упоминается, как стряпчий, в «боярских книгах» под 1675—1676 г. и в 1679 году в списке бояр, стольников и стряпчих, сопровождавших царя Фёдора Алексеевича в его отъезде на богомолье в Саввино-Сторожевский монастырь. В 1686 году он был уже стольником. Со 2 апреля 1693 года был назначен воеводой в Тюмень; в 1698 году, за отъездом из Тобольска тамошних воевод, был «на время» из Тюмени переведён в Тобольск исправлять обязанности Тобольского воеводы (с 19 января по 28 февраля). На тюменском воеводство оставался до 25 марта 1699 года.
Стольник Артемий Иванович Раевский (ум. 1696) в браке с Евдокией Хрущовой дал начало линии рода, славной своими воинскими традициями. Из двух его сыновей оба были на военной службе и дослужившись до чина полковника. Старший, Иван Артемьевич, вышел в отставку в 1742 году в возрасте пятидесяти четырех лет. На два года моложе был Семён Артемьевич, который прослужив до 1757 году, поднялся выше своего брата.
- Раевский, Семён Артемьевич (1689—1759), участник Полтавского сражения, бригадир, воевода в Курске
  - Раевский, Дмитрий Семёнович (1725—1758), сын предыдущего, офицер, погиб при жизни отца в Восточной Пруссии
  - Раевский, Николай Семёнович (1741—1771), полковник, участник переворота 1762 года, убит под Журжей во время русско-турецкой войны; женат на Екатерине Николаевне Самойловой, одной из племянниц и наследниц бездетного князя Потёмкина-Таврического

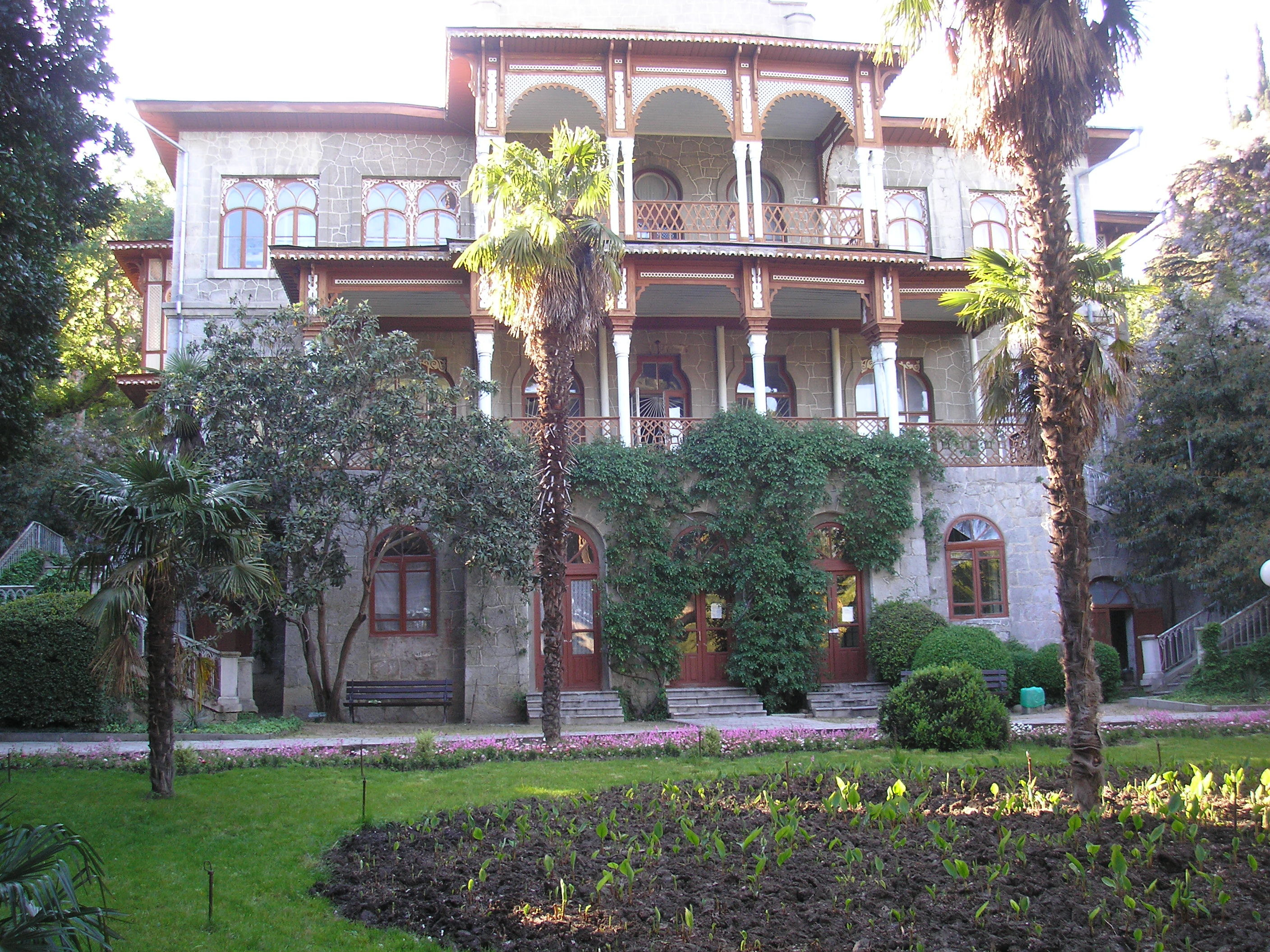
Дворец М. Н. Раевского в крымском имении Карасан

    - Раевский, Александр Николаевич (1769—1790), подполковник, убит при взятии Измаила
    - Раевский, Николай Николаевич (1771—1829), полный генерал, один из предводителей русской армии во время Отечественной войны 1812 года, при Бородине командовал защитой «батареи Раевского»; унаследовал от матери часть потёмкинских имений в Новороссии, включая села Болтышка, Еразмовка; женат на Софье Константиновой, внучке М. В. Ломоносова
      - Раевская, Екатерина Николаевна (1797—1885), приятельница Пушкина, жена декабриста М. Ф. Орлова
      - Раевская, Мария Николаевна (1806—1863), жена декабриста С. Г. Волконского, последовавшая за ним в Сибирь; её подвиг описан в поэме «Русские женщины».
      - Раевская, Софья Николаевна (1806—1883), фрейлина и мемуаристка. Дворец М. Н. Раевского в крымском имении Карасан
      - Раевский, Александр Николаевич (1795—1868), либертин и острослов, приятель Пушкина во время южной ссылки, позднее камергер; женат на Екатерине Петровне Киндяковой
        - Раевская, Александра Александровна (1839—1863), жена графа И. Г. Ностица

      - Раевский, Николай Николаевич (1801—1843), генерал-лейтенант, командир Черноморской береговой линии, основатель ряда крепостей; женат на Анне Михайловне Бороздиной, наследнице Партенита и Карасана.
        - Раевский, Николай Николаевич (1839—1876) — участник Среднеазиатских походов, полковник русских добровольцев в Сербии, погиб во время сербско-турецкой войны.
        - Раевский, Михаил Николаевич (1841—1893), образцовый сельский хозяин, директор Департамента земледелия, председатель Императорского общества садоводства; женат на княжне Марии Григорьевне Гагариной.
          - Раевский, Пётр Михайлович (1883—1970), издатель 5-томного «Архива Раевских» (1908-15), вобравшего в себя документы и переписку предков; женат на графине Софии Павловне Ферзен.
          - Раевская, Ирина Михайловна (1892—1955), фрейлина, в 1-м браке графиня Толстая; 2-й муж герцог Георгий Георгиевич Мекленбургский (граф Карлов).

Раевские на портретах известных художников
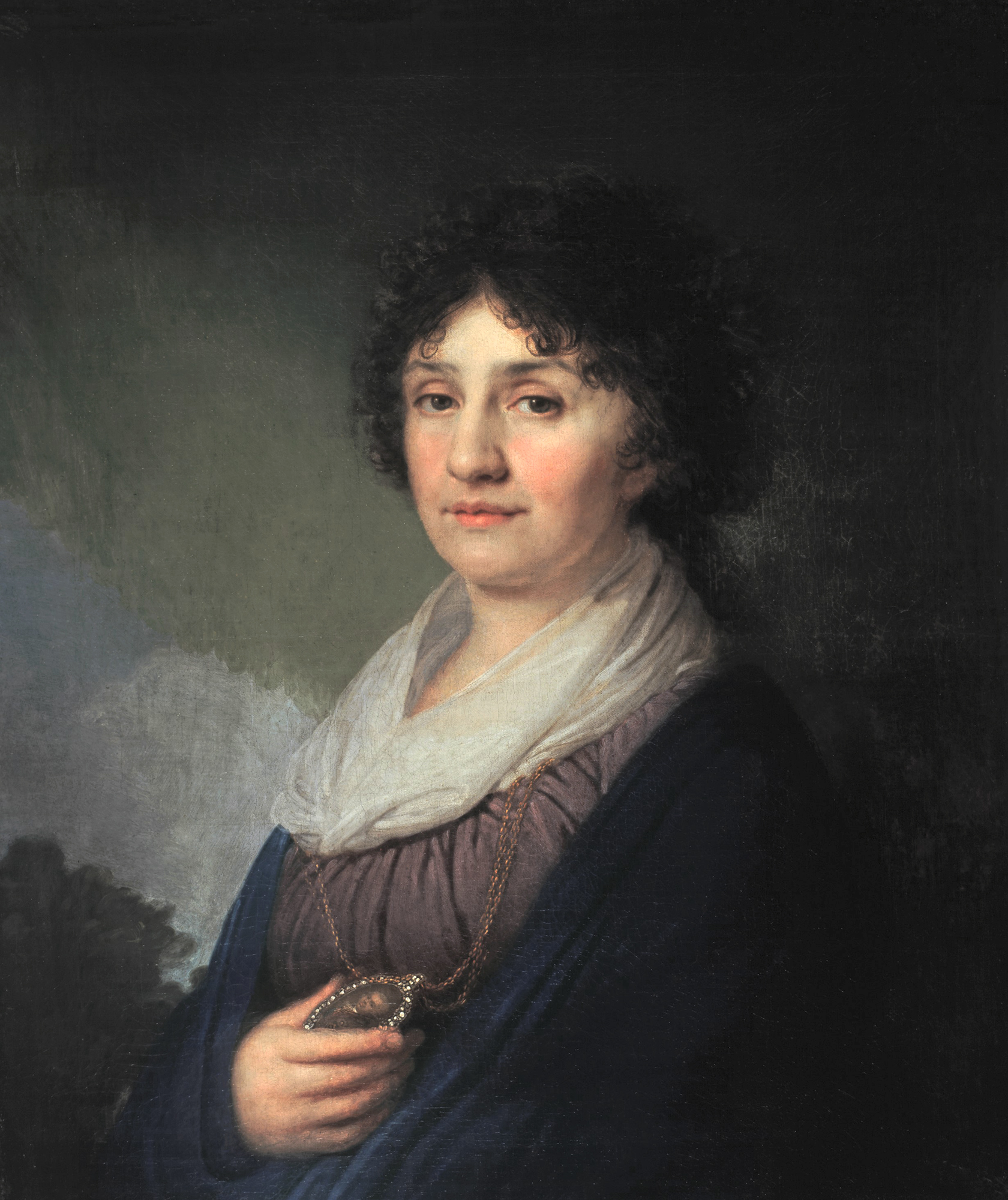
Екатерина Раевская (Самойлова) на портрете Боровиковского
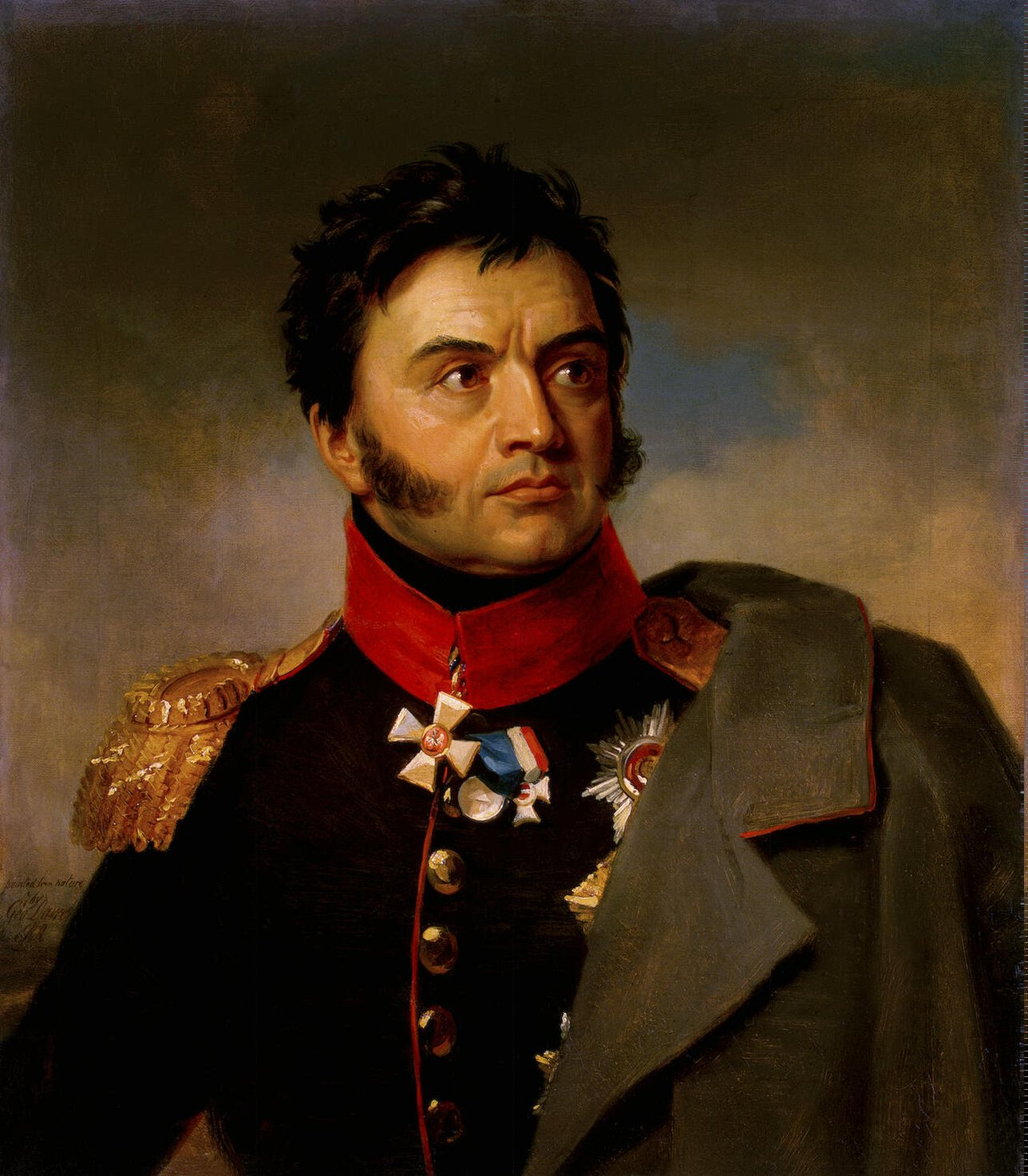
Н. Н. Раевский на портрете Дж. Доу
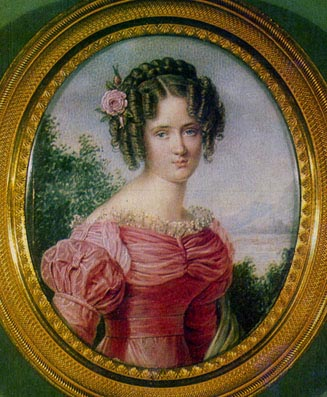
Елена Раевская на портрете Лагрене
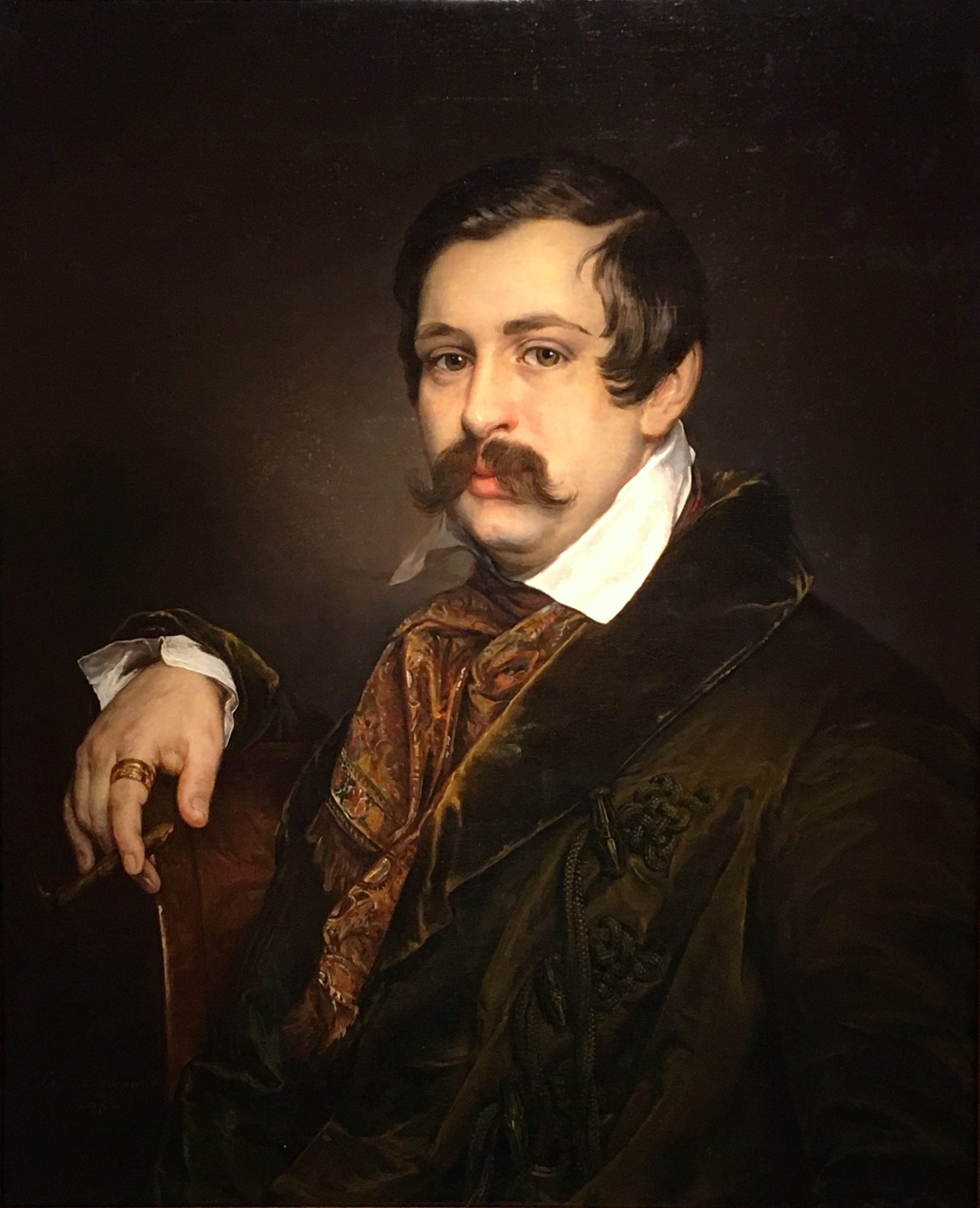
В. А. Раевский на портрете Тропинина
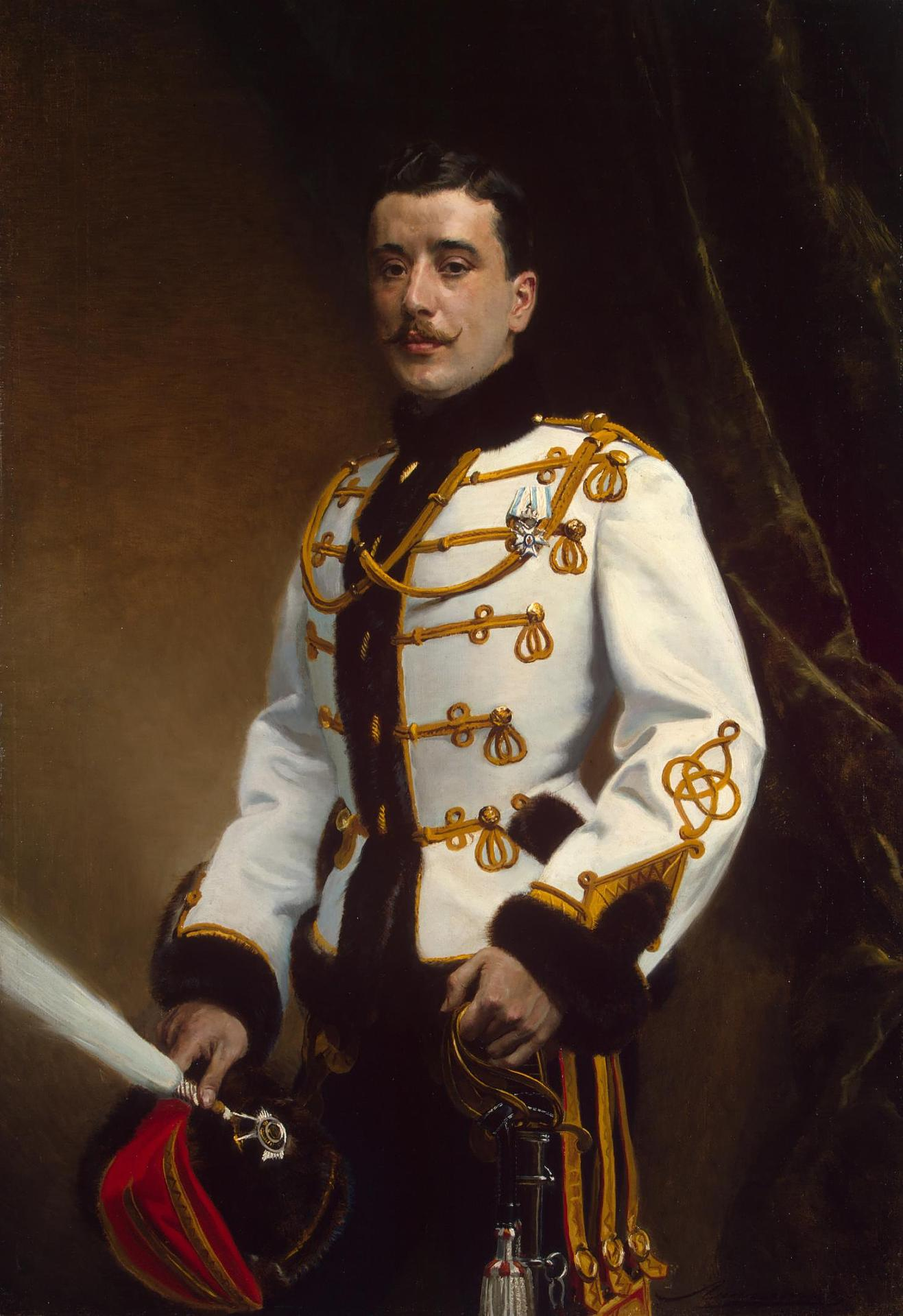
П. М. Раевский на портрете Липгарта

|                                           |                                           |                                           |                                           |                                           |                                           |                                         |                                         |                                            |                                            |                                            |                                            |                                             |                                             |                                             |                                             |                                             |                                             |                                           |                                           |                                           |                                           |                                         |                                         |                                         |                                         |                                           |                                           |                                           |                                           |                                           |                                           |                                            |                                            |                                            |                                            |                                            |                                            |                                        |                                        |                                        |                                        |                                       |                                       |                                             |                                             |                                             |                                             |                                             |                                             |                                           |                                           |                                           |                                           |                                     |                                     |                                       |                                       |                                       |                                       |                                       |                                       |
|                                           |                                           |                                           |                                           |                                           |                                           |                                         |                                         |                                            |                                            |                                            |                                            |                                             |                                             |                                             |                                             |                                             |                                             |                                           |                                           |                                           |                                           |                                         |                                         |                                         |                                         |                                           |                                           |                                           |                                           |                                           |                                           |                                            |                                            |                                            |                                            |                                            |                                            |                                        |                                        |                                        |                                        |                                       |                                       |                                             |                                             |                                             |                                             |                                             |                                             |                                           |                                           |                                           |                                           |                                     |                                     |                                       |                                       |                                       |                                       |                                       |                                       |
|                                           |                                           |                                           |                                           | Михаил Васильевич Ломоносов (1711—1765)   | Михаил Васильевич Ломоносов (1711—1765)   | Михаил Васильевич Ломоносов (1711—1765) | Михаил Васильевич Ломоносов (1711—1765) | Михаил Васильевич Ломоносов (1711—1765)    | Михаил Васильевич Ломоносов (1711—1765)    |                                            |                                            |                                             |                                             |                                             |                                             |                                             |                                             |                                           |                                           | Семён Артемьевич Раевский (1690—1759)     | Семён Артемьевич Раевский (1690—1759)     | Семён Артемьевич Раевский (1690—1759)   | Семён Артемьевич Раевский (1690—1759)   | Семён Артемьевич Раевский (1690—1759)   | Семён Артемьевич Раевский (1690—1759)   |                                           |                                           | Николай Борисович Самойлов (1718—1791)    | Николай Борисович Самойлов (1718—1791)    | Николай Борисович Самойлов (1718—1791)    | Николай Борисович Самойлов (1718—1791)    | Николай Борисович Самойлов (1718—1791)     | Николай Борисович Самойлов (1718—1791)     |                                            |                                            | Мария Александровна Потемкина (?—1774)     | Мария Александровна Потемкина (?—1774)     | Мария Александровна Потемкина (?—1774) | Мария Александровна Потемкина (?—1774) | Мария Александровна Потемкина (?—1774) | Мария Александровна Потемкина (?—1774) |                                       |                                       | Григорий Александрович Потёмкин (1739—1791) | Григорий Александрович Потёмкин (1739—1791) | Григорий Александрович Потёмкин (1739—1791) | Григорий Александрович Потёмкин (1739—1791) | Григорий Александрович Потёмкин (1739—1791) | Григорий Александрович Потёмкин (1739—1791) |                                           |                                           |                                           |                                           |                                     |                                     |                                       |                                       |                                       |                                       |                                       |                                       |
|                                           |                                           |                                           |                                           | Михаил Васильевич Ломоносов (1711—1765)   | Михаил Васильевич Ломоносов (1711—1765)   | Михаил Васильевич Ломоносов (1711—1765) | Михаил Васильевич Ломоносов (1711—1765) | Михаил Васильевич Ломоносов (1711—1765)    | Михаил Васильевич Ломоносов (1711—1765)    |                                            |                                            |                                             |                                             |                                             |                                             |                                             |                                             |                                           |                                           | Семён Артемьевич Раевский (1690—1759)     | Семён Артемьевич Раевский (1690—1759)     | Семён Артемьевич Раевский (1690—1759)   | Семён Артемьевич Раевский (1690—1759)   | Семён Артемьевич Раевский (1690—1759)   | Семён Артемьевич Раевский (1690—1759)   |                                           |                                           | Николай Борисович Самойлов (1718—1791)    | Николай Борисович Самойлов (1718—1791)    | Николай Борисович Самойлов (1718—1791)    | Николай Борисович Самойлов (1718—1791)    | Николай Борисович Самойлов (1718—1791)     | Николай Борисович Самойлов (1718—1791)     |                                            |                                            | Мария Александровна Потемкина (?—1774)     | Мария Александровна Потемкина (?—1774)     | Мария Александровна Потемкина (?—1774) | Мария Александровна Потемкина (?—1774) | Мария Александровна Потемкина (?—1774) | Мария Александровна Потемкина (?—1774) |                                       |                                       | Григорий Александрович Потёмкин (1739—1791) | Григорий Александрович Потёмкин (1739—1791) | Григорий Александрович Потёмкин (1739—1791) | Григорий Александрович Потёмкин (1739—1791) | Григорий Александрович Потёмкин (1739—1791) | Григорий Александрович Потёмкин (1739—1791) |                                           |                                           |                                           |                                           |                                     |                                     |                                       |                                       |                                       |                                       |                                       |                                       |
|                                           |                                           |                                           |                                           |                                           |                                           |                                         |                                         |                                            |                                            |                                            |                                            |                                             |                                             |                                             |                                             |                                             |                                             |                                           |                                           |                                           |                                           |                                         |                                         |                                         |                                         |                                           |                                           |                                           |                                           |                                           |                                           |                                            |                                            |                                            |                                            |                                            |                                            |                                        |                                        |                                        |                                        |                                       |                                       |                                             |                                             |                                             |                                             |                                             |                                             |                                           |                                           |                                           |                                           |                                     |                                     |                                       |                                       |                                       |                                       |                                       |                                       |
|                                           |                                           |                                           |                                           |                                           |                                           |                                         |                                         |                                            |                                            |                                            |                                            |                                             |                                             |                                             |                                             |                                             |                                             |                                           |                                           |                                           |                                           |                                         |                                         |                                         |                                         |                                           |                                           |                                           |                                           |                                           |                                           |                                            |                                            |                                            |                                            |                                            |                                            |                                        |                                        |                                        |                                        |                                       |                                       |                                             |                                             |                                             |                                             |                                             |                                             |                                           |                                           |                                           |                                           |                                     |                                     |                                       |                                       |                                       |                                       |                                       |                                       |
|                                           |                                           |                                           |                                           | Елена Михайловна Ломоносова (1749—1772)   | Елена Михайловна Ломоносова (1749—1772)   | Елена Михайловна Ломоносова (1749—1772) | Елена Михайловна Ломоносова (1749—1772) | Елена Михайловна Ломоносова (1749—1772)    | Елена Михайловна Ломоносова (1749—1772)    |                                            |                                            | Алексей Алексеевич Константинов (1728—1808) | Алексей Алексеевич Константинов (1728—1808) | Алексей Алексеевич Константинов (1728—1808) | Алексей Алексеевич Константинов (1728—1808) | Алексей Алексеевич Константинов (1728—1808) | Алексей Алексеевич Константинов (1728—1808) |                                           |                                           | Николай Семёнович Раевский (1741—1771)    | Николай Семёнович Раевский (1741—1771)    | Николай Семёнович Раевский (1741—1771)  | Николай Семёнович Раевский (1741—1771)  | Николай Семёнович Раевский (1741—1771)  | Николай Семёнович Раевский (1741—1771)  |                                           |                                           |                                           |                                           |                                           |                                           | Екатерина Николаевна Самойлова (1750—1825) | Екатерина Николаевна Самойлова (1750—1825) | Екатерина Николаевна Самойлова (1750—1825) | Екатерина Николаевна Самойлова (1750—1825) | Екатерина Николаевна Самойлова (1750—1825) | Екатерина Николаевна Самойлова (1750—1825) |                                        |                                        | Лев Денисович Давыдов (1743—1801)      | Лев Денисович Давыдов (1743—1801)      | Лев Денисович Давыдов (1743—1801)     | Лев Денисович Давыдов (1743—1801)     | Лев Денисович Давыдов (1743—1801)           | Лев Денисович Давыдов (1743—1801)           |                                             |                                             | Александр Николаевич Самойлов (1744—1814)   | Александр Николаевич Самойлов (1744—1814)   | Александр Николаевич Самойлов (1744—1814) | Александр Николаевич Самойлов (1744—1814) | Александр Николаевич Самойлов (1744—1814) | Александр Николаевич Самойлов (1744—1814) |                                     |                                     |                                       |                                       |                                       |                                       |                                       |                                       |
|                                           |                                           |                                           |                                           | Елена Михайловна Ломоносова (1749—1772)   | Елена Михайловна Ломоносова (1749—1772)   | Елена Михайловна Ломоносова (1749—1772) | Елена Михайловна Ломоносова (1749—1772) | Елена Михайловна Ломоносова (1749—1772)    | Елена Михайловна Ломоносова (1749—1772)    |                                            |                                            | Алексей Алексеевич Константинов (1728—1808) | Алексей Алексеевич Константинов (1728—1808) | Алексей Алексеевич Константинов (1728—1808) | Алексей Алексеевич Константинов (1728—1808) | Алексей Алексеевич Константинов (1728—1808) | Алексей Алексеевич Константинов (1728—1808) |                                           |                                           | Николай Семёнович Раевский (1741—1771)    | Николай Семёнович Раевский (1741—1771)    | Николай Семёнович Раевский (1741—1771)  | Николай Семёнович Раевский (1741—1771)  | Николай Семёнович Раевский (1741—1771)  | Николай Семёнович Раевский (1741—1771)  |                                           |                                           |                                           |                                           |                                           |                                           | Екатерина Николаевна Самойлова (1750—1825) | Екатерина Николаевна Самойлова (1750—1825) | Екатерина Николаевна Самойлова (1750—1825) | Екатерина Николаевна Самойлова (1750—1825) | Екатерина Николаевна Самойлова (1750—1825) | Екатерина Николаевна Самойлова (1750—1825) |                                        |                                        | Лев Денисович Давыдов (1743—1801)      | Лев Денисович Давыдов (1743—1801)      | Лев Денисович Давыдов (1743—1801)     | Лев Денисович Давыдов (1743—1801)     | Лев Денисович Давыдов (1743—1801)           | Лев Денисович Давыдов (1743—1801)           |                                             |                                             | Александр Николаевич Самойлов (1744—1814)   | Александр Николаевич Самойлов (1744—1814)   | Александр Николаевич Самойлов (1744—1814) | Александр Николаевич Самойлов (1744—1814) | Александр Николаевич Самойлов (1744—1814) | Александр Николаевич Самойлов (1744—1814) |                                     |                                     |                                       |                                       |                                       |                                       |                                       |                                       |
|                                           |                                           |                                           |                                           |                                           |                                           |                                         |                                         |                                            |                                            |                                            |                                            |                                             |                                             |                                             |                                             |                                             |                                             |                                           |                                           |                                           |                                           |                                         |                                         |                                         |                                         |                                           |                                           |                                           |                                           |                                           |                                           |                                            |                                            |                                            |                                            |                                            |                                            |                                        |                                        |                                        |                                        |                                       |                                       |                                             |                                             |                                             |                                             |                                             |                                             |                                           |                                           |                                           |                                           |                                     |                                     |                                       |                                       |                                       |                                       |                                       |                                       |
|                                           |                                           |                                           |                                           |                                           |                                           |                                         |                                         |                                            |                                            |                                            |                                            |                                             |                                             |                                             |                                             |                                             |                                             |                                           |                                           |                                           |                                           |                                         |                                         |                                         |                                         |                                           |                                           |                                           |                                           |                                           |                                           |                                            |                                            |                                            |                                            |                                            |                                            |                                        |                                        |                                        |                                        |                                       |                                       |                                             |                                             |                                             |                                             |                                             |                                             |                                           |                                           |                                           |                                           |                                     |                                     |                                       |                                       |                                       |                                       |                                       |                                       |
|                                           |                                           |                                           |                                           |                                           |                                           |                                         |                                         | Софья Алексеевна Константинова (1769—1844) | Софья Алексеевна Константинова (1769—1844) | Софья Алексеевна Константинова (1769—1844) | Софья Алексеевна Константинова (1769—1844) | Софья Алексеевна Константинова (1769—1844)  | Софья Алексеевна Константинова (1769—1844)  |                                             |                                             | Николай Николаевич Раевский (1771—1829)     | Николай Николаевич Раевский (1771—1829)     | Николай Николаевич Раевский (1771—1829)   | Николай Николаевич Раевский (1771—1829)   | Николай Николаевич Раевский (1771—1829)   | Николай Николаевич Раевский (1771—1829)   |                                         |                                         |                                         |                                         | Александр Николаевич Раевский (1769—1790) | Александр Николаевич Раевский (1769—1790) | Александр Николаевич Раевский (1769—1790) | Александр Николаевич Раевский (1769—1790) | Александр Николаевич Раевский (1769—1790) | Александр Николаевич Раевский (1769—1790) |                                            |                                            |                                            |                                            | Александр Львович Давыдов (1773—1833)      | Александр Львович Давыдов (1773—1833)      | Александр Львович Давыдов (1773—1833)  | Александр Львович Давыдов (1773—1833)  | Александр Львович Давыдов (1773—1833)  | Александр Львович Давыдов (1773—1833)  |                                       |                                       | Пётр Львович Давыдов (1782—1842)            | Пётр Львович Давыдов (1782—1842)            | Пётр Львович Давыдов (1782—1842)            | Пётр Львович Давыдов (1782—1842)            | Пётр Львович Давыдов (1782—1842)            | Пётр Львович Давыдов (1782—1842)            |                                           |                                           | Василий Львович Давыдов (1793—1855)       | Василий Львович Давыдов (1793—1855)       | Василий Львович Давыдов (1793—1855) | Василий Львович Давыдов (1793—1855) | Василий Львович Давыдов (1793—1855)   | Василий Львович Давыдов (1793—1855)   |                                       |                                       |                                       |                                       |
|                                           |                                           |                                           |                                           |                                           |                                           |                                         |                                         | Софья Алексеевна Константинова (1769—1844) | Софья Алексеевна Константинова (1769—1844) | Софья Алексеевна Константинова (1769—1844) | Софья Алексеевна Константинова (1769—1844) | Софья Алексеевна Константинова (1769—1844)  | Софья Алексеевна Константинова (1769—1844)  |                                             |                                             | Николай Николаевич Раевский (1771—1829)     | Николай Николаевич Раевский (1771—1829)     | Николай Николаевич Раевский (1771—1829)   | Николай Николаевич Раевский (1771—1829)   | Николай Николаевич Раевский (1771—1829)   | Николай Николаевич Раевский (1771—1829)   |                                         |                                         |                                         |                                         | Александр Николаевич Раевский (1769—1790) | Александр Николаевич Раевский (1769—1790) | Александр Николаевич Раевский (1769—1790) | Александр Николаевич Раевский (1769—1790) | Александр Николаевич Раевский (1769—1790) | Александр Николаевич Раевский (1769—1790) |                                            |                                            |                                            |                                            | Александр Львович Давыдов (1773—1833)      | Александр Львович Давыдов (1773—1833)      | Александр Львович Давыдов (1773—1833)  | Александр Львович Давыдов (1773—1833)  | Александр Львович Давыдов (1773—1833)  | Александр Львович Давыдов (1773—1833)  |                                       |                                       | Пётр Львович Давыдов (1782—1842)            | Пётр Львович Давыдов (1782—1842)            | Пётр Львович Давыдов (1782—1842)            | Пётр Львович Давыдов (1782—1842)            | Пётр Львович Давыдов (1782—1842)            | Пётр Львович Давыдов (1782—1842)            |                                           |                                           | Василий Львович Давыдов (1793—1855)       | Василий Львович Давыдов (1793—1855)       | Василий Львович Давыдов (1793—1855) | Василий Львович Давыдов (1793—1855) | Василий Львович Давыдов (1793—1855)   | Василий Львович Давыдов (1793—1855)   |                                       |                                       |                                       |                                       |
|                                           |                                           |                                           |                                           |                                           |                                           |                                         |                                         |                                            |                                            |                                            |                                            |                                             |                                             |                                             |                                             |                                             |                                             |                                           |                                           |                                           |                                           |                                         |                                         |                                         |                                         |                                           |                                           |                                           |                                           |                                           |                                           |                                            |                                            |                                            |                                            |                                            |                                            |                                        |                                        |                                        |                                        |                                       |                                       |                                             |                                             |                                             |                                             |                                             |                                             |                                           |                                           |                                           |                                           |                                     |                                     |                                       |                                       |                                       |                                       |                                       |                                       |
|                                           |                                           |                                           |                                           |                                           |                                           |                                         |                                         |                                            |                                            |                                            |                                            |                                             |                                             |                                             |                                             |                                             |                                             |                                           |                                           |                                           |                                           |                                         |                                         |                                         |                                         |                                           |                                           |                                           |                                           |                                           |                                           |                                            |                                            |                                            |                                            |                                            |                                            |                                        |                                        |                                        |                                        |                                       |                                       |                                             |                                             |                                             |                                             |                                             |                                             |                                           |                                           |                                           |                                           |                                     |                                     |                                       |                                       |                                       |                                       |                                       |                                       |
| Александр Николаевич Раевский (1795—1868) | Александр Николаевич Раевский (1795—1868) | Александр Николаевич Раевский (1795—1868) | Александр Николаевич Раевский (1795—1868) | Александр Николаевич Раевский (1795—1868) | Александр Николаевич Раевский (1795—1868) |                                         |                                         | Михаил Фёдорович Орлов (1788—1842)         | Михаил Фёдорович Орлов (1788—1842)         | Михаил Фёдорович Орлов (1788—1842)         | Михаил Фёдорович Орлов (1788—1842)         | Михаил Фёдорович Орлов (1788—1842)          | Михаил Фёдорович Орлов (1788—1842)          |                                             |                                             | Екатерина Николаевна Раевская (1797—1885)   | Екатерина Николаевна Раевская (1797—1885)   | Екатерина Николаевна Раевская (1797—1885) | Екатерина Николаевна Раевская (1797—1885) | Екатерина Николаевна Раевская (1797—1885) | Екатерина Николаевна Раевская (1797—1885) |                                         |                                         | Николай Николаевич Раевский (1801—1843) | Николай Николаевич Раевский (1801—1843) | Николай Николаевич Раевский (1801—1843)   | Николай Николаевич Раевский (1801—1843)   | Николай Николаевич Раевский (1801—1843)   | Николай Николаевич Раевский (1801—1843)   |                                           |                                           | Елена Николаевна Раевская (1803—1852)      | Елена Николаевна Раевская (1803—1852)      | Елена Николаевна Раевская (1803—1852)      | Елена Николаевна Раевская (1803—1852)      | Елена Николаевна Раевская (1803—1852)      | Елена Николаевна Раевская (1803—1852)      |                                        |                                        | Мария Николаевна Раевская (1805—1863)  | Мария Николаевна Раевская (1805—1863)  | Мария Николаевна Раевская (1805—1863) | Мария Николаевна Раевская (1805—1863) | Мария Николаевна Раевская (1805—1863)       | Мария Николаевна Раевская (1805—1863)       |                                             |                                             | Сергей Григорьевич Волконский (1788—1865)   | Сергей Григорьевич Волконский (1788—1865)   | Сергей Григорьевич Волконский (1788—1865) | Сергей Григорьевич Волконский (1788—1865) | Сергей Григорьевич Волконский (1788—1865) | Сергей Григорьевич Волконский (1788—1865) |                                     |                                     | Софья Николаевна Раевская (1806—1881) | Софья Николаевна Раевская (1806—1881) | Софья Николаевна Раевская (1806—1881) | Софья Николаевна Раевская (1806—1881) | Софья Николаевна Раевская (1806—1881) | Софья Николаевна Раевская (1806—1881) |
| Александр Николаевич Раевский (1795—1868) | Александр Николаевич Раевский (1795—1868) | Александр Николаевич Раевский (1795—1868) | Александр Николаевич Раевский (1795—1868) | Александр Николаевич Раевский (1795—1868) | Александр Николаевич Раевский (1795—1868) |                                         |                                         | Михаил Фёдорович Орлов (1788—1842)         | Михаил Фёдорович Орлов (1788—1842)         | Михаил Фёдорович Орлов (1788—1842)         | Михаил Фёдорович Орлов (1788—1842)         | Михаил Фёдорович Орлов (1788—1842)          | Михаил Фёдорович Орлов (1788—1842)          |                                             |                                             | Екатерина Николаевна Раевская (1797—1885)   | Екатерина Николаевна Раевская (1797—1885)   | Екатерина Николаевна Раевская (1797—1885) | Екатерина Николаевна Раевская (1797—1885) | Екатерина Николаевна Раевская (1797—1885) | Екатерина Николаевна Раевская (1797—1885) |                                         |                                         | Николай Николаевич Раевский (1801—1843) | Николай Николаевич Раевский (1801—1843) | Николай Николаевич Раевский (1801—1843)   | Николай Николаевич Раевский (1801—1843)   | Николай Николаевич Раевский (1801—1843)   | Николай Николаевич Раевский (1801—1843)   |                                           |                                           | Елена Николаевна Раевская (1803—1852)      | Елена Николаевна Раевская (1803—1852)      | Елена Николаевна Раевская (1803—1852)      | Елена Николаевна Раевская (1803—1852)      | Елена Николаевна Раевская (1803—1852)      | Елена Николаевна Раевская (1803—1852)      |                                        |                                        | Мария Николаевна Раевская (1805—1863)  | Мария Николаевна Раевская (1805—1863)  | Мария Николаевна Раевская (1805—1863) | Мария Николаевна Раевская (1805—1863) | Мария Николаевна Раевская (1805—1863)       | Мария Николаевна Раевская (1805—1863)       |                                             |                                             | Сергей Григорьевич Волконский (1788—1865)   | Сергей Григорьевич Волконский (1788—1865)   | Сергей Григорьевич Волконский (1788—1865) | Сергей Григорьевич Волконский (1788—1865) | Сергей Григорьевич Волконский (1788—1865) | Сергей Григорьевич Волконский (1788—1865) |                                     |                                     | Софья Николаевна Раевская (1806—1881) | Софья Николаевна Раевская (1806—1881) | Софья Николаевна Раевская (1806—1881) | Софья Николаевна Раевская (1806—1881) | Софья Николаевна Раевская (1806—1881) | Софья Николаевна Раевская (1806—1881) |
|                                           |                                           |                                           |                                           |                                           |                                           |                                         |                                         |                                            |                                            |                                            |                                            |                                             |                                             |                                             |                                             |                                             |                                             |                                           |                                           |                                           |                                           |                                         |                                         |                                         |                                         |                                           |                                           |                                           |                                           |                                           |                                           |                                            |                                            |                                            |                                            |                                            |                                            |                                        |                                        |                                        |                                        |                                       |                                       |                                             |                                             |                                             |                                             |                                             |                                             |                                           |                                           |                                           |                                           |                                     |                                     |                                       |                                       |                                       |                                       |                                       |                                       |
|                                           |                                           |                                           |                                           |                                           |                                           |                                         |                                         |                                            |                                            |                                            |                                            |                                             |                                             |                                             |                                             |                                             |                                             |                                           |                                           |                                           |                                           |                                         |                                         |                                         |                                         |                                           |                                           |                                           |                                           |                                           |                                           |                                            |                                            |                                            |                                            |                                            |                                            |                                        |                                        |                                        |                                        |                                       |                                       |                                             |                                             |                                             |                                             |                                             |                                             |                                           |                                           |                                           |                                           |                                     |                                     |                                       |                                       |                                       |                                       |                                       |                                       |
|                                           |                                           |                                           |                                           |                                           |                                           |                                         |                                         |                                            |                                            |                                            |                                            |                                             |                                             |                                             |                                             |                                             |                                             |                                           |                                           | Николай Николаевич Раевский (1839—1876)   | Николай Николаевич Раевский (1839—1876)   | Николай Николаевич Раевский (1839—1876) | Николай Николаевич Раевский (1839—1876) | Николай Николаевич Раевский (1839—1876) | Николай Николаевич Раевский (1839—1876) |                                           |                                           | Михаил Николаевич Раевский (1841—1893)    | Михаил Николаевич Раевский (1841—1893)    | Михаил Николаевич Раевский (1841—1893)    | Михаил Николаевич Раевский (1841—1893)    | Михаил Николаевич Раевский (1841—1893)     | Михаил Николаевич Раевский (1841—1893)     |                                            |                                            |                                            |                                            |                                        |                                        |                                        |                                        |                                       |                                       | Михаил Сергеевич Волконский (1832—1903)     | Михаил Сергеевич Волконский (1832—1903)     | Михаил Сергеевич Волконский (1832—1903)     | Михаил Сергеевич Волконский (1832—1903)     | Михаил Сергеевич Волконский (1832—1903)     | Михаил Сергеевич Волконский (1832—1903)     |                                           |                                           |                                           |                                           |                                     |                                     |                                       |                                       |                                       |                                       |                                       |                                       |

## Менее известные роды
Мелкопоместный род Раевских, к которому принадлежал декабрист Владимир Федосеевич Раевский, прослеживается с конца XVII века. Этот род внесён в родословные книги Курской и Харьковской губерний.
В Белоруссии с 1509 г. существует род Фен-Раевских, который пользуется гербами Радван и Любич; одна ветвь его в конце XVIII в. поселилась в Поволжье и обрусела. Она внесена в VI, II и III части родословной книги Могилёвской, Саратовской, Пензенской и Тамбовской губерний.
Существует ещё несколько родов Раевских, позднейшего происхождения.

## Описание герба
В Гербовнике Анисима Титовича Князева 1785 года имеется печать с гербом избранного в 1767 году жителями Москвы для составления наказа депутатам в Комиссию о сочинении проекта нового уложения, инженера, советника Инженерного корпуса (1768), полковника (1770), инженер генерал-майора (1771), Ивана Ивановича Раевского (1728—1780) сходного с утвержденным гербом с небольшими различиями: в щите, имеющим серебряное поле, изображен серый лебедь в левую сторону обращенный. Справа и слева от лебедя два серых меча острием вверх. Щит увенчан коронованным дворянским шлемом. Цветовая гамма намёта не определена.
Известны варианты герба Раевских с щитодержателями в виде лебедей.